# Solpugella ruandana
Solpugella ruandana är en spindeldjursart som beskrevs av Roewer 1933. Solpugella ruandana ingår i släktet Solpugella och familjen Solpugidae. Inga underarter finns listade i Catalogue of Life.